# Helloween
Helloween je německá power metalová skupina založená v roce 1984 v západoněmeckém Hamburku členy skupin Iron Fist a Gentry. První sestavu tvořili zpěvák a kytarista Kai Hansen, basista Markus Großkopf, kytarista Michael Weikath a bubeník Ingo Schwichtenberg. Po vydání eponymního EP a jejich debutového alba Walls of Jericho v roce 1985 se kapela rozrostla o zpěváka Michaela Kiskeho a Kai Hansen se místo toho zaměřil více na kytaru. V rámci této sestavy vydali světoznámé desky Keeper of the Seven Keys Part 1 (1987) a Part2 (1988), které Helloween zapsala jako významnou heavymetalovou skupinu a vedla ke vzniku žánru power metal. Hansen kapelu brzy po vydání alba Part II opustil a byl nahrazen Rolandem Grapowem. Poté, co Hansen Helloween opustil, založil Gamma Ray.
První dvě alba bez Hansena, Pink Bubbles Go Ape (1991) a Chameleon (1993), byla komerčně a kriticky selháním, mezi členy vyvolala napětí a vedla k odchodu bubeníka Ingo Schwichtenberg a zpěváka Kiskeho. Na jejich místo nastoupili Uli Kusch a Andi Deris. Alba vydaná v této sestavě, Master of the Rings (1994), The Time of the Oath (1996), Better Than Raw (1998) a The Dark Ride (2000), byla fanoušky i kritikou přívětivě přijata a Helloween se opětovně zařadili mezi úspěšné kapely.
Nicméně další napětí vedlo v roce 2001 k odchodu jak Grapowa, tak Kusche, kteří společně založili Masterplan. Grapowa nahradil Sascha Gerstner, ale pokusy najít nového bubeníka byly chaotické a další album Rabbit Don't Come Easy (2003) nakonec nahrál Mikkey Dee. Kapela nakonec našla stabilního bubeníka v Danielu Löbleovi v roce 2005. V rámci této sestavy, nejdelší ve své historii, vydala skupina čtyři úspěšná studiová alba: Keeper of the Seven Keys - The Legacy (2005), Gambling with the Devil (2007), 7 Sinners (2010) a Straight Out of Hell (2013). Jejich patnácté a zatím nejnovější studiové album My God-Given Right vyšlo 29. května 2015.
14. listopadu 2016 skupina oznámila, že se k ní oba bývalí členové Kai Hansen a Michael Kiske pro tour s názvem Pumpkins United World Tour připojí v roce 2017 a 2018 a to se také stalo. Turné skončilo jako největší v historii kapely, protože zahrnovalo 69 koncertů a trvalo 14 měsíců. 4. října 2019 vyšlo živé album United Alive z Madridu a živé DVD/Blu-ray United Alive. Je plánováno i nové studiové album na rok 2021.
Od svého vzniku vydali Helloween šestnáct studiových alb, tři živá alba, tři EP a 31 singlů. Získali 14 zlatých a šest platinových ocenění a prodali více než 10 milionů desek po celém světě. Helloween jsou označováni za „otce power metalu“ a zároveň patří k takzvané „velké čtyřce“ rané německé power metalové scény, spolu s kapelami Grave Digger, Rage a Running Wild, a také k „velké čtyřce“ celého žánru, vedle Blind Guardian, Sabaton a DragonForce.

## Sestava
Současní členové
- Markus Grosskopf – baskytara, doprovodné vokály (1984–dosud)
- Michael Weikath – sólová & doprovodná kytara, doprovodné vokály (1984–dosud)
- Kai Hansen – sólová & doprovodná kytara, doprovodné vokály (1984–1989, 2017–dosud)
- Andi Deris – zpěv (1994–dosud)
- Michael Kiske – zpěv (1986–1993, 2017–dosud)
- Sascha Gerstner – sólová & doprovodná kytara, doprovodné vokály (2002–dosud)
- Daniel Löble – bicí (2005–dosud)

další hudebníci
- Jörn Ellerbrock – klávesy, piano (1988–2003)
- Matthias Ulmer – klávesy (2007–2010)
- Eddy Wrapiprou – klávesy (2010–dosud)

Bývalí členové
- Ingo Schwichtenberg – bicí (1984–1993; zemřel 1995)
- Roland Grapow – sólová & doprovodná kytara, doprovodné vokály (1989–2001)
- Uli Kusch – bicí, doprovodné vokály (1994–2001)
- Mark Cross – bicí (2001–2003)
- Stefan Schwarzmann – bicí (2003–2005)

## Diskografie

### Alba
- Helloween (1985)
- Walls of Jericho (1985)
- Keeper of the Seven Keys Part 1 (1987)
- Keeper of the Seven Keys Part 2 (1988)
- Pink Bubbles Go Ape (1991)
- Chameleon (1993)
- Master of the Rings (1994)
- The Time of the Oath (1996)
- Better than Raw (1998)
- Metal Jukebox (1999)
- The Dark Ride (2000)
- Rabbit Don't Come Easy (2003)
- Keeper of the Seven Keys – The Legacy (2005)
- Gambling With the Devil (2007)
- 7 Sinners (2010)
- Straight Out of Hell (2013)
- My God-Given Right (2015)
- Helloween (2021)
- Giants & Monsters (2025)

### Živě
- I Want Out Live (1989) – pouze US.
- Keepers Live (1989) – pouze Japonsko.
- Live In The UK (1989)
- High Live (1996)
- Live In Sao Paulo (2007)
- United Alive in Madrid (2019)

### Kompilace
- Helloween / Walls Of Jericho / Judas (1988) – pouze US.
- Pumpkin Tracks (1989)
- The Best, The Rest, The Rare (1991)
- Keeper Of The Seven Keys Part 1 & 2 (1993)
- Pumpkin Box (1998) – vyšlo pouze v Japonsku
- Karaoke Album vol. 1 (1998)
- Karaoke Album vol. 2 (1998)
- Metal Jukebox (1999) – přezpívané známé hity
- Treasure Chest (2002) – limitovaná edice, obsahuje 2CD Treasure Chest a CD Buried Treasure
- Unarmed – Best of 25th Anniversary (2010)

### Singly
- Judas (1986)
- Future World (1987)
- Dr. Stein EP (1988)
- I Want Out EP (1988)
- Kids of the Century (1991)
- Number One (1992)
- I Don't Wanna Cry No More (1993)
- Step Out Of Hell (1993)
- When The Sinner (1993)
- Windmill (1993)
- Mr. Ego (1994)
- Perfect Gentleman (1994)
- Where The Rain Grows (1994)
- Sole Survivor (1995)
- Forever And One (1996)
- Forever And One Live (1996)
- Power (1996)
- The Time Of The Oath (1996)
- Hey Lord! (1998)
- I Can (1998)
- Lay All Your Love On Me (1999)
- If I Could Fly (2000)
- Mr. Torture (2000)
- Just A Little Sign (2003)
- Mrs. God (2005)
- Light The Universe (feat. Candice Night) (2006)
- As Long As I Fall (2007)
- Nabataea (2012)
- Battle’s won (2015)
- Pumpkins United (2017)
- Skyfall (2021)